# نظام‌الدین مجیر شیبانی
نظام‌الدین مجیر شیبانی (متولد ۱ مهر ۱۲۸۸) مورخ ایرانی و استاد دانشگاه تهران بود.

## زندگی
مجیر شیبانی دارای مدرک دکترا در رشته تاریخ بود و به رتبه استاد تمامی دانشگاه تهران رسید و در تاریخ ۲۴ تیرماه ۱۳۴۹ از دانشگاه تهران بازنشسته شد. او برای نگارش کتاب تاریخ تمدن در سال ۱۳۳۷ برندهٔ جایزه سلطنتی کتاب سال شد. دکتر شیرین بیانی (اسلامی ندوشن) از شاگردان وی در دانشگاه تهران بوده‌است.

## آثار
- ان‍ق‍لاب و اس‍ت‍ق‍لال آم‍ری‍ک‍ا، ۱۳۳۸
- ت‍ش‍ک‍ی‍ل ش‍اه‍ن‍ش‍اه‍ی ص‍ف‍وی‍ه: اح‍ی‍ا وح‍دت م‍ل‍ی، ۱۳۴۶، انتشارات دانشگاه تهران
- تاریخ ایالات متحده آمریکا، ۱۳۵۷
- تاریخ تمدن، ۱۳۴۳، انتشارات دانشگاه تهران